# Len Ilona
Len Ilona, Márton Imréné, írói álnevei: Máthé Ilona, Máthé Zsuzsa. (Kolozsvár, 1934. július 21. –) jogász, erdélyi magyar újságíró, szerkesztő, háztartási szakíró.

## Életútja
Szülővárosa Kereskedelmi Leányiskolájában érettségizett (1952), egyetemi tanulmányait a Bolyai Tudományegyetem jogtudományi karán fejezte be (1956). Pályáját ügyész-gyakornokként Sepsiszentgyörgyön kezdte, majd 1957-től a Dolgozó Nő újságírója, főmunkatársa, szerkesztője. 1976-82 között felelős titkára nyugdíjazásáig (1989). 1989 után 'Családi Tükör' külső munkatársaként működött.
Első írását a Dolgozó Nő közölte (1956). A Ceres Könyvkiadó Kaleidoszkóp sorozata számára összeállította Szilágyi Katalin és Wolff Sándor egy-egy táplálkozási tanácsadó kötetét, ugyanitt jelent meg 23. számként saját munkája: A gyermek célszerű öltözete (gyakorlati tanácsadó szülőknek, 1973).